# مايكل لامب
مايكل لامب (بالدنماركية: Michael Lumb)‏ (9 يناير 1988 الدنمارك - ) هو لاعب كرة قدم دانمركي، يلعب كمدافع.

## وصلات خارجية
مايكل لامب على موقع قاعدة بيانات كرة القدم.إي يو (الإنجليزية)
- مايكل لامب على موقع بيانات كرة القدم. دي إي (الألمانية)
- مايكل لامب على موقع ناشيونال فوتبول تيمز (الإنجليزية)
- مايكل لامب على موقع Soccerway.com (الإنجليزية)
- مايكل لامب على موقع عالم كرة القدم.نت (الإنجليزية)